# Eduard Farelo i Nin
Eduard Farelo i Nin (Barcelona, 20 de novembre de 1970) és un actor i presentador català.

## Biografia

### Teatre
Crescut en el si d'una família d'actors, els seus primers passos en el món escènic van tenir lloc amb un grup de teatre d'aficionats, i posteriorment es va incorporar a la companyia de teatre de la universitat. El seu debut professional als escenaris va tenir lloc l'any 1992, amb l'obra Les dones de Traquis, en la qual va treballar a les ordres del director Pere Alberó. Van seguir Pel davant i pel darrere i De què parlàvem. Des de llavors, l'actor, tot i haver treballat també en televisió i cinema, mai ha abandonat el teatre, havent representat un gran nombre d'obres en els escenaris catalans, com ara Pigmalió, Comèdia negra, A la cuina amb l'Elvis, Roda de mort a Sinera, Pels pèls, La febre, Celebració o Les tres germanes, entre moltíssimes altres.

### Televisió
L'any 1989 va debutar a la televisió a la sèrie Quico el progre, després va treballar com a hoste al programa Lluna de mel de les cadenes autonòmiques, tant la versió en castellà que va presentar la Mayra Gómez Kemp com la versió catalana que va presentar la Montse Guallar. L'any 1995 va participar en els últims capítols de la sèrie catalana Secrets de família, i va ser l'any 1996 quan l'actor va aconseguir una gran popularitat en la comunitat catalana, en incorporar al repartiment de la sèrie Nissaga de poder, una producció de gran audiència en la qual l'actor va treballar fins a l'any 1999 i que el va convertir en un rostre molt popular per als catalans. Eduard va participar posteriorment en altres sèries catalanes, com Psico Express, Majoria absoluta, Jet Lag o Ventdelplà, així com puntualment en altres de cadenes estatals com El comisario.
La seva popularitat va augmentar l'any 1998, quan va ser contractat per treballar en la sèrie Hay alguien ahí. L'any 2011 va intervenir en la sèrie Ángel o demonio i, el 2012 va veure molt augmentada la seva popularitat en formar part de l'equip d'actors de la producció Toledo, cruce de destinos. L'actor ha intervingut també en diversos telefilms, llargmetratges realitzats per a televisió com Laia, El príncep de Viana, Des del balcó, Mobbing, Adivina quién soy o Extrems, juntament amb alguns més.
El 2013 va presentar el concurs musical de corals Oh happy day (TV3). Des de 2017 pren part a la telenovel·la diària, emesa a TV3, Com si fos ahir, en el paper de Miquel Cuevas.

### Actor de cinema
Eduard ha treballat també a la pantalla gran, en la qual es va estrenar l'any 1989 en participar en la pel·lícula Què t'hi jugues, Mari Pili?, dirigida per Ventura Pons. D'entre els títols de la seva filmografia, destaquen alguns com Parella de tres, Eloïse, Creuant el límit, No habrá paz para los malvados o XP 3D, Xperimenta el miedo.

### Doblatge
Com a actor de doblatge, es va formar a l'Escola de Doblatge de l'APADECA. Posa la veu habitualment a actors com Djimon Hounsou, Edward Burns, Josh Lucas, Gary Dourdan, Ralph Fiennes, Paul Reiser (conegut pel paper de Voldemort a la saga de Harry Potter) o Eric Bana, entre d'altres.
A més, puntualment ha posat veu a Andy Serkis (com a Gòl·lum a El Senyor dels Anells), a Mads Mikkelsen (fent de La Xifra a Casino Royale), a Michael Sheen (a Underworld), a Vincent Cassel (a Un mètode perillós), al senador Bail Organa a Star Wars (Star Wars episodi II: L'atac dels clons i Star Wars episodi III: La venjança dels Sith), a Colin Firth i a Taye Diggs.
Entre els doblatges que ha protagonitzat, es troba La princesa promesa (Cary Elwes) i Willow (Warwick Davis). A televisió, ha participat en el doblatge en català de la sèrie de comèdia estatunidenca Boig per tu, i ha posat la veu al protagonista d'El món d'en Beakman. També ha posat la veu del personatge Soldier Boy a la sèrie The Boys de Prime Video.

### Vida personal
Està casat amb Eva Solé i Alamarja, amb qui ha tingut cinc fills, dues de les quals són les cantants Bad Gyal i Mushkaa.

## Filmografia

### Cinema
- Què t'hi jugues, Mari Pili?, de Ventura Pons (1989)
- Síes y noes, d'Enric Folch (1994, curtmetratge)
- Parella de tres, d'Antoni Verdaguer (1995)
- Coses que passen, d'Enric Folch (1997, curtmetratge)
- Sévigné, de Marta Balletbò-Coll (2004)
- Ingrid/myspace, d'Eduard Cortés (2008)
- Eloïse, de Jesús Garay (2008)
- No habrá paz para los malvados, d'Enrique Urbizu (2010)
- Creuant el límit, de Xavi Giménez (2010)
- XP3D, de Sergi Vizcaíno (2011)

### Televisió
| Sèries - Quico el progre (1989) - Secrets de família (1995) - Nissaga de poder (1996-1999) - El comisario (2001) - Psico express (2002) - Majoria absoluta (2004) - Jet Lag (2004) - Lo Cartanyà (2006) - Ventdelplà (2007-2008) - Hay alguien ahí (2009-2010) - Sagrada Familia (2011) - Ángel o Demonio (2011) - Toledo, cruce de destinos (2012) - Niños robados (2013) - Com si fos ahir (2017 - actualitat) Programes - "Lluna de mel" (1993-1994) com a hoste - "Luna de miel" (1993-1994) com a hoste - Oh happy day (2015) com a presentador | Telefilm - Laia, el regal d'aniversari, de Jordi Frades (1995) - Des del balcó, de Jesús Garay (2001) - El príncep de Viana, de Sílvia Quer (2001) - Cabell d'àngel, d'Enric Folch (2001) - Adivina quién soy, d'Enrique Urbizu (2006) - Mobbing, de Sonia Sánchez (2006) - Extrems, d'Abel Folch (2008) - Planet 51 (2009) |

### Teatre
| - Les dones de Traquis, de Pere Alberó (1992) - Pel davant i pel darrera, de Alexander Herold (1996) - De què parlavem, de Tamzin Townsend (1997) - Pigmalió, de Joan Lluís Bozzo (1997) - Olga sola, de Rosa Novell (1999) - T'estimo ets perfecte ja et canviaré, d'Esteve Ferrer (1999) - L'increíble inspector Hound, de Tamzin Townsend (1999) - Comèdia negra, de Tamzin Townsend (1999) - A la cuina amb l'Elvis, Roger Peña (2001) - Fedra, Joan Ollé (2002) - Roda de mort a Sinera, de Ricard Salvat (2002) - Glengarry Glen Ross, d'Àlex Rigola (2003) - Les falses confidències, de Sergi Belbel (2005) | - Marie i Bruce, de Carlota Subirós (2005) - Pels pèls, (2006) - Coral romput, de Joan Ollé (2007) - L'home la bèstia i la virtut, de Pep Pla (2008) - La febre, de Carlota Subirós (2010) - Marburg, de Rafael Durán TNC (2010) - Celebració, de Lluís Pasqual (2011) - Les tres germanes, Carlota Subirós (2011) - Poder absoluto, de Roger Peña i Carulla (2012/2013) - L'onada, de Marc Montserrat Drukker (2013) - Absurds i singulars, de Joan Peris (2015) - Temps salvatge, de Josep Maria Miró (2018) |

### Doblatge
| Habituals - Djimon Hounsou - Edward Burns - Josh Lucas - Gary Dourdan - Eric Bana | Ocasionals - Andy Serkis - Colin Firth - Michael Sheen - Michael Vartan - Jimmy Smits - Taye Diggs - Vincent Cassel - Tyrese Gibson |